# 刘联华
刘联华（1953年4月—），山东烟台人，汉族，中华人民共和国政治人物、第十二届全国人民代表大会解放军代表。
毕业于华南师范大学政治学专业。加入中国共产党。
1999年起任中国人民解放军驻香港部队参谋长。2002年3月担任中国人民解放军驻澳门部队司令员。2008年2月起任广州军区副参谋长。2011年6月起任中共广东省委常委、广东省军区司令员。2012年5月起，不再担任中共广东省委常委。
2002年晋升少将军衔。
2008年起任第十一届全国人大代表。2013年起任第十二届全国人大代表。